# Mura Kalinowska
Maria (Mura) Kalinowska z d. Wójcicka (ur. 11 września 1885 w Krakowie, zm. 21 września 1963 w Szczecinie) – polska aktorka teatralna i filmowa.

## Życiorys
Sztuki aktorskiej uczyła się pod kierunkiem Józefa Kotarbińskiego i Ludwika Solskiego. Na scenie debiutowała w 1902 roku w Poznaniu. W tym samym roku wyszła za mąż za aktora i reżysera Eugeniusza Kalinowskiego. W latach 1903–1906 była aktorką Teatru Ludowego w Krakowie, występując również w Dąbrowie Górniczej (1904). Następnie należała do objazdowego zespołu Gabrieli Zapolskiej (1907). Jej aktywność sceniczna w latach 1909–1919 nie została wiarygodnie udokumentowana. Najprawdopodobniej grała we Lwowie, Kijowie, Warszawie (1909, 1910, 1917), Wilnie (1909–1913), Petersburgu oraz była członkinią zespołów objazdowych. W latach 1919–1926 występowała w Poznaniu, a następnie przeprowadziła się do Lublina, sporadycznie tam występując. Przed 1939 rokiem zaprzestała grania.
Po zakończeniu II wojny światowej zamieszkała w Szczecinie, gdzie występowała aż do śmierci (Teatr Polski, Teatr Mały, Państwowe Teatry Dramatyczne). Została pochowana na szczecińskim cmentarzu Centralnym.

### Nagrody i odznaczenia
- 1958 – Krzyż Kawalerski Orderu Odrodzenia Polski
- 1958 – Złota Odznaka Honorowa Gryfa Pomorskiego
- 1958 – nagroda Prezydium Miejskiej Rady Narodowej w Szczecinie z okazji 50-lecia pracy scenicznej

## Filmografia
- Wykolejeni (1913) – jedna z wielu
- Wróg tanga (1914)
- Zaczarowane koło (1915)
- Skandal w eleganckim świecie (1915)
- Chcemy męża (1916)
- Konsul Pomeranc (1920)